# Хамраева, Гули Раззаковна
Гули Раззаковна Хамраева (2 декабря 1946, Ташкент — 16 апреля 2023) — артистка балета и педагог, чья творческая карьера связана с Театром оперы и балеты им. А. Навои (Ташкент). Народная артистка Узбекской ССР (1983).

## Биография
Дочь актёра Раззака Хамраева. В 1966 году окончила Ташкентское хореографическое училище по специальности «артист балета», после чего была принята в балетную труппу Большого театра оперы и балеты им. А. Навои.
Исполняла главные партии в спектаклях «Бахчисарайский фонтан» (Зарема), «Дон Кихот» (Китри), «Эсмеральда» (Эсмеральда), «Спартак» (Эгина), «Любовный талисман» (Чундари), «Жизель» (Мирта), «Лебединое озеро» (испанский танец, Одетта—Одиллия), «Золушка» (Мачеха), «Испанские миниатюры» (испанка), «Кармен» (Кармен), «Корсар» (Гульнара), «Приключения Насреддина» (жена Насреддина), «Клеопатра» (Клеопатра), «Ожившие миниатюры» (Канизак). Её танцу были свойственны лиризм, психологическая глубина, редкая гармония движений и хореографических жестов.
Снималась в фильмах «Дилором» (Дилором), «Семург» (Паризод). Жизни и творчеству балерины посвящён фильм «Болеро» (1995).
В 2001 году окончила Ташкентскую государственную высшую школу хореографии и народного танца по специальности «режиссёр-балетмейстер». Режиссёр балета в 2000—2002 годах, с 2002 года — педагог-репетитор театра. С 2002 года ректор Ташкентской государственной высшей школы национального танца и хореографии (ныне — Государственная академия хореографии Узбекистана).
Скончалась 16 апреля 2023 года на 77-м году жизни.

## Семья
- Муж — артист балета Вадим Геллертов (род. 1967), заслуженный артист Республики Узбекистан.
- Дочери:
  - Надира Хамраева — артистка балета, заслуженная артистка Республики Узбекистан,
  - Гузаль — работает в fashion индустрии, живёт в Италии.